# Emerald Rose
Emerald Rose es un grupo de música celta folk-rock de Georgia, en los Estados Unidos.  El grupo está formado por cuatro miembros: Brian Sullivan (Logan), Larry Morris, Arthur Hinds y Clyde Gilbert.  Sus canciones son una mezcla de música celta, folk y pagana.

## Biografía
Brian Sullivan, Arthur Hinds, Larry Morris y Clyde Gilbert formaron Emerald Rose a finales de 1996. Con un interés compartido en religiones antiguas, estilos musicales, fantasía y mitología celta, los cuatro comenzaron a explorar la música como otra forma creativa de canalizar conjuntamente sus talentos. Después de unas cuantas sesiones improvisadas alrededor de una hoguera con amigos y familiares, el grupo interpretó su primera actuación profesional en directo el día de San Patricio de 1997. 
Inspirado en la energía que creaban los cuatro en el escenario y en el estudio, Emerald Rose sacó su primer CD en 1998 (con el mismo nombre que el grupo). Desde entonces, Emerald Rose ha sacado tres CD de producción independiente: "Bending Tradition" (2000), "Fire in the Head - Emerald Rose Live!" (2002), y "Celtic Crescent" (2003). 

## Discografía

### Emerald Rose (1998)
1. Star of the County Down
2. Summerland
3. Maggie Lauder
4. Around the World for Sport/The Otter's Nest
5. The World's Wedding (One Single Kiss)
6. Never Underestimate...
7. My PBJ
8. Donald MacGillivray
9. Scatter the Mud/Tar Road to Sligo/Paddy Clancy's
10. Padstow
11. Dagger of the Moon
12. A Pict Song
13. Bring Me Home

### Bending Tradition (2000)
1. Penny In The Well
2. Fire In The Head
3. Lucky Man
4. Jigs:Green Hills of Garland/The Gallagher Lass/The Ferret's Nose
5. Red-Haired Mary
6. Pagan Girl
7. Come By The Hills
8. Merry May Folk
9. Johnnie Cope
10. Castle of Arianrhod
11. Freya, Shakti
12. Unfinished Business
13. Hills of America

### Fire In the Head (2002)
1. Star of the County Down
2. Fire In The Head
3. World's Wedding
4. Drowsy Maggie/Morning Invention/Green Groves of Erin
5. Merry May Folk
6. A Pict Song
7. Vampire Girl from Orn
8. Summerland
9. Call Me Home
10. Never Underestimate
11. Chicken Raid of Cymru
12. Freya, Shakti
13. Donald McGillivray

### Celtic Crescent (2003)
1. Drowsy Maggie/Morning Invention/Green Groves of Erin
2. Loch Lomond
3. World's Wedding
4. Green Hills of Garland/Gallagher Lass/Ferret's Nose
5. Wild Mountain Thyme
6. Round the World for Sport/The Otter's Nest
7. Fire In The Head
8. Hills of America
9. Scatter the Mud/Tar Road to Sligo/Paddy Clancy's
10. Star of the County Down
11. Call Me Home
12. Maggie Lauder
13. Unfinished Business
14. Donald McGillivray

### Songs for the Night Sky (2004)
1. Urania Sings
2. Take Me Down (To Her Water)
3. Gwydion's Song to Lleu
4. Come to the Dance
5. World's Wedding
6. Penny in the Well
7. Pipes Set
8. Fire in the Head

### Archives of Ages to Come (2005)
1. Come To The Dance
2. Before the Twilight Falls
3. Take Me Down
4. Four Doors To Elfland
5. Queen of Argyll
6. Three More Drops
7. Autumn in Asheville
8. Gwydion's Song To Lleu
9. Wheel of Fortune
10. Four Jacks
11. Irish Heartbeat
12. Dagger of the Moon
13. Urania Sings
14. Whistler's Farewell
15. Dance of the Rats
16. We Come From Monkeys

### Con Suite (2007)
1. Chocolate Frog
2. No Booze Today
3. Tree Huggin Man
4. Fairies Stole My Keys
5. All for Me Grog
6. Bronya Vladivoshtnocht!
7. Never Split the Party
8. Vulcan Rubdown
9. Big Damn Heroes
10. Danny in the Jar
11. Solitary Motel
12. Vampire Girl from Orn

### That Night In The Garden (2009)
1. Four Jacks
2. Penny in the Well
3. Autumn in Asheville
4. Caledonia
5. Red Haired Mary
6. Wild Mountain Thyme
7. Johnny Cope
8. Twilight Falls
9. Come to the Dance
10. Take Me Down
11. Tree Hugging Man
12. Maggie Lauder
13. Merry Mayfolk
14. Blue Mountain Rue
15. Castle of Arianrhod
16. Drowsy Maggie
17. Gallant Murray
18. Donald McGillivray

### Verdant (2011)
1. Her Majesty's Airship Corps
2. She Moves Through the Fair
3. In the Mixdown
4. Omega
5. Clockwork Love
6. Sunny Day
7. Castaway
8. The Salamanca/The Sailor's Bonnet
9. Shepherdess of Dreams
10. The Empty Isle (Blasket Song)
11. The Wind that Shakes the Barley
12. The Peat that Smokes the Barley
13. Freya, Shakti

## Instrumentación
- Brian Sullivan (Logan) - Voces, guitarra acústica/eléctrica principal, mandola.
- Larry Morris - Voces, pennywhistle, uilleann pipes, percusión.
- Arthur Hinds - Voces, guitarra rítmica, bodhrán, percusión.
- Clyde Gilbert - Voces, bajo, percusión.[2]